# Фізіологічний журнал
«Фізіологічний журнал» - міжнародний рецензований науковий журнал, який публікує наукові дослідження і огляди в галузі фізіології та медицини. Заснований у 1955 році в Інституті фізіології імені О. О. Богомольця АН УРСР. Статті в журналі виходять українською та англійською мовами.

## Тематика
Журнал публікує оригінальні дослідницькі статті з основних розділів фізіології людини і тварин, статті з історії фізіологічної науки (зокрема про видатних або забутих науковців), дискусійні статті, рецензії на наукові публікації та видання, наукову хроніку. Також на замовлення редакції публікуються огляди наукової літератури з певної фізіологічної проблеми.

## Редакційна рада
Першим відповідальним редактором журналу був академік АН УРСР Георгій Фольборт. У складі першої редакційної колегії також були: член-кореспондент АН УРСР Анатолій Воробйов, академік АМН СРСР Микола Горєв, професор Олександр Макарченко, член-кореспондент АН УРСР Єлизавета Приходькова, академік АН УРСР Віктор Протопопов, кандидат медичних наук Валерій Черкес (відповідальний секретар).
З 1960 року редакцію очолював член-кореспондент АН УРСР Олександр Макарченко. У складі редакції за рішенням Президії АН УРСР від 1 липня 1960 року були також: академік Василь Комісаренко, член-кореспондент Олексій Городецький, професори Євген Колпаков, Антон Хільченко, доктори наук Платон Костюк, Моїсей Гуревич, доцент Д. О. Кочерга, кандидат біологічних наук Борис Єсипенко (відповідальний секретар).
З 1979 року головним редактором був Пилип Сєрков. Головним редактором журналу з 1995 року є член-кореспондент НАН України професор Вадим Сагач.

## Історія
«Фізіологічний журнал» засновано у 1955 році злиттям двох журналів «Вопросы физиологии» та «Медичний журнал». «Медичний журнал АН УРСР» випускався Інститутом клінічної фізіології у 1934—1954 роках, в ньому публікувалися лише праці співробітників інституту. «Вопросы физиологии» видавалися короткий час у 1951-1954 роках.
«Фізіологічний журнал» виходив українською мовою, при чому частина анотацій до статей публікувалися англійською мовою.
З 1978 року журнал змінив редакційну політику та назву на російськомовну «Физиологический журнал» та почав публікувати статті й російською мовою, з обов'язковою анотацією українською, російською та англійською мовами.
З 1994 року журналу повернено історичну назву «Фізіологічний журнал», і публікуються статті українською та англійською мовами.

## Індексація та впливовість
Журнал індексується в багатьох наукометричних базах даних, зокрема у Scopus, PubMed, MEDLINE, Index medicus, та інших.  За даними рейтингу наукових журналів Scimago Фізіологічний журнал входить до четвертого квартиля наукових журналів з медицини, фізіології та медичної фізіології. Найвища позиція за цим параметром була в 2001-2002 роках (третій квартиль в галузі медицини).
У 2021 році журнал віднесено до «Категорії А» реєстру фахових наукових журналів, який ведеться Міністерством освіти та науки України.